# نورآباد (خمین)
نورآباد (خمین)، روستایی از توابع بخش مرکزی شهرستان خمین در استان مرکزی ایران است.

## جمعیت
این روستا در دهستان آشناخور قرار دارد و براساس سرشماری مرکز آمار ایران در سال ۱۳۸۵، جمعیت آن ۱۶۷ نفر (۴۴خانوار) بوده است. روستای نورآباد در مجاورت روستای نصرآباد و در بیست کیلومتری جنوب غربی شهرستان خمین در استان مرکزی قراردارد.
این روستا درگذشته از توابع شهرستان ازنا در استان لرستان بوده است.
نام قبلی این روستا خوار/خار آباد بوده است.